# Hylafax
HylaFax – darmowe oprogramowanie serwera faksowego, przeznaczone dla systemów operacyjnych Unix/Linux.
Dla systemów Windows/Mac dostępne jest odpowiednie oprogramowanie klienckie do wysyłania faksów bezpośrednio z programu pocztowego.